# Tulameenita
La tulameenita és un mineral de la classe dels elements natius. S'anomena així per la seva localitat tipus: els rius Tulameen i Similkameen a la Colúmbia Britànica, Canadà; un sinònim d'aquest nom és el codi IMA1972-016. Possiblement forma solució sòlida amb el tetraferroplatí.

## Classificació
Segons la classificació de Nickel-Strunz, la tulameenita pertany al grup 1.AG.40 (1 per a Elements; A per a Metalls i aliatges intermetàl·lics i G per a Aliatges d'elements del grup del platí) juntament amb els següents minerals: hexaferro, garutiïta, atokita, rustenburgita, zviaguintsevita, taimirita-I, tatianaïta, paolovita, plumbopal·ladinita, estanopal·ladinita, cabriïta, chengdeïta, isoferroplatí, ferroniquelplatí, tetraferroplatí, hongshiïta, skaergaardita, yixunita, damiaoïta, niggliïta, bortnikovita i nielsenita. En la classificació de Dana es troba al grup 1.2.4.2.

## Característiques
La tulameenita és un mineral de fórmula química Pt₂CuFe. Cristal·litza en el sistema tetragonal. La seva duresa a l'escala de Mohs és 5.

## Formació i jaciments
Es troba en dipòsits de tipus placer. Ha estat descrita a tots els continents menys a Oceania i a Europa (exceptuant Carèlia).